# Diplocidaridae
De Diplocidaridae zijn een familie van uitgestorven zee-egels uit de orde Cidaroida.

## Geslachten
- Diplocidaris Desor, 1855 †
- Tetracidaris Cotteau, 1872 †